# Countdown to Extinction: Live
Countdown to Extinction: Live è il sesto album dal vivo del gruppo musicale statunitense Megadeth, pubblicato nel 2013.

## Tracce
1. Trust – 5:10
2. Hangar 18 – 5:15
3. Public Enemy – 4:42
4. Skin O' My Teeth – 3:45
5. Symphony of Destruction – 3:56
6. Architecture of Aggression – 3:43
7. Foreclosure of a Dream – 4:15
8. Sweating Bullets – 4:55
9. This Was My Life – 3:46
10. Countdown to Extinction – 4:15
11. High Speed Dirt – 4:16
12. Psychotron – 4:36
13. Captive Honour – 4:15
14. Ashes in Your Mouth – 6:23
15. She-Wolf – 3:45
16. Peace Sells – 4:52
17. Holy Wars... The Punishment Due – 8:19

## Formazione
Gruppo
- Dave Mustaine – voce, chitarra
- David Ellefson – basso, cori
- Chris Broderick – chitarra, cori
- Shawn Drover – batteria, percussioni

Produzione
- Barry Ehrmann – produzione
- Jim Yukich – regia
- Marc Schrobilgen – montaggio
- Peter A. Barker – missaggio, mastering
- Travis Shinn – fotografia